# Megaselia spiracularis
Megaselia spiracularis är en tvåvingeart som beskrevs av Schmitz 1938. Megaselia spiracularis ingår i släktet Megaselia och familjen puckelflugor. Inga underarter finns listade i Catalogue of Life.